# Tempelj Artemide Ortije
Tempelj Artemide Ortije (grško Ὀρθία) je bil zgrajen v arhajskem obdobju stare Grčije. V klasični dobi je bil posvečen Artemidi in je eden najpomembnejših religijskih krajev v antični Šparti.

## Tempelj
Kult Ortije (grško Ὀρθία = pokončna)  je bil skupen za štiri naselja, iz katerih je nastala najstarejša Šparta: Limne, Pitana, Kinosura in Mesana. Kronološko gledano se je kult verjetno razvil po kultu Atene Polioũchos (Πολιοῦχος = "zaščitnica mesta") ali kot Chalkíoikos (Χαλκίοικος = "iz bronaste hiše").
Tempelj je v naravni kotlini med naseljem Limne in zahodnim bregom reke Evrotas, zunaj antične Šparte, skoraj povsem zunaj poplavnih vod reke. Najstarejše najdbe, fragmenti keramike iz pozne temne dobe kažejo, da je bilo to kultno mesto v 10. st. pr. n. št. in ne prej.  Kult so prvotno častili na pravokotnem zemeljskem oltarju, vzdignjenem od tal, nastalem iz slojev pepela po dolgoletnem žrtvovanju na istem kraju. Na začetku 8. st. pr. n. št. je bil postavljen poseben temenos, obložen s kamenjem iz reke Evrotas in obkrožen s trapezoidnim zidom. Tedaj je bil postavljen tudi žrtvenik iz lesa in kamenja, zgrajen je bil tudi tempelj.
Drugi tempelj je bil zgrajen 570 pr. n. št., ko sta vladala špartanska kralja Leon in Agazikles, saj so vojaški uspehi zagotovili potrebna sredstva. Zemljišče je bilo dvignjeno in utrjeno. Na podlagi iz peska iz reke sta bila iz apnenca zgrajena žrtvenik in tempelj, obrnjen proti isti smeri kot starejša zgradba. Ta drugi tempelj je bil v celoti obnovljen v 2. st. pr. n. št., žrtvenik pa zamenjan šele v 3. st. n. št., ko so Rimljani tukaj zgradili amfiteater za "turiste", ki so prihajali gledat obred bičanja (diamastigosis).

## Kult

### Primitivni elementi v kultu
Kult Ortije prvotno ni bil antropomorfen in je starejši od olimpske religije. Na najstarejših napisih se omenja samo Orthia. 
Ortijin kult se je razvil okoli hoanona, tj. prastarega lesenega kipa ("idola"), ki je bil "žejen ljudske krvi", izvira iz Tavride, od koder sta ga po Evripidu odnesla Orest in Ifigenija. Tam, kje je bil tempelj, so našli podobe, izrezane iz slonovine v orientalskem slogu, ki kažejo krilato boginjo, ki v vsaki roki drži po eno žival ali ptico kot gospodarica živali (Πότνια Θηρῶν); menijo, da so artefakti lokalne izdelave. 
Pavzanias opisuje, kako je nastal običaj ritualnega bičanja (diamastigosis):
In naslednja dejstva so zame dokaz, da je Ortija iz Lakedajmona prav ta leseni kip, ki so ga prinesli barbari.  Prvič, Astrabak in Alopek, sinova Irbe, ki je bil sin Amfistena in vnuk Amfikla, Agidovega sina, sta znorela, ko sta našla ta kip. Drugič, ko so špartanski Limnečani, Kinosurijci in prebivalci Mesane in Pitane žrtvovali daritve Artemidi, so se sprli in prelila se je kri. Ker so bili mnogi ubiti na oltarju, so preživeli zboleli. Zaradi teh težav so dobili sporočilo iz preročišča, naj  boginjin oltar poškropijo s človeško krvjo. Žrtve so določali z žrebom, a je Likurg spremenil ta običaj v bičanje fantov in na ta način so oltar poškropili s človeško krvjo. Poleg teh mladih fantov je stala svečenica, ki je držala lesen kip: kip je bil lahek zato, ker je bil majhen. Toda če so bičarji udarjali zadržano in premišljeno zaradi lepote mladeniča ali njegovega ugleda, je kip nemudoma postal težji in svečenica ga je s težavo držala. Za to je obtožila bičarje in govorila, da se zaradi njih upogiba pod obremenitvijo. Tako se je neprestano, še od žrtev na Tavridi, kipa nenehno držala želja po človeški krvi. Klicali so jo ne samo Ortija (pokončna), temveč tudi Ligodesma (Λυγοδέσμα "z vrbo zvezana"), ker so jo našli v vrbovi krošnji in vrbova veja, ki se je ovijala okoli kipa, ga je držala pokonci."
– Pavzanias, Opis Helade, III, 16, 9–11, prev. Ljiljana Vulićević 
 Plutarh meni, da je ta obred posledica dogodka iz grško-perzijskih vojn:
Nekateri pripovedujejo, da so tudi kralja Pavzanija, ki je daleč od bojnih vrst daroval žrtev in molil, nenadoma napadli neki Lidijci in začeli krasti in razmetavati darove, a on in njegovo spremstvo, ki niso imeli orožja, so jih začeli udarjati s palicami in biči. Od tod izhaja tudi današnji mimetični prikaz tega napada, ki kaže bičanje mladcev okoli žrtvenika (Artemidinega) v Šparti in potem v sprevodu Lidijcev.
– Plutarh, Uporedni životopisi, "Aristid", 17. 8, prev. Miloš N. Đurić 
Razen obrednega bičanja je kult vključeval tekmovanje v plesu med posameznimi mladeniči in dekliškim zborom. Mladeniči so za nagrado dobili srpe, kar kaže poljedelski izvor kulta.
Votivni darovi pričajo o priljubljenosti tega kulta: najdene so glinene maske, ki predstavljajo like starih in grdih žensk  ali hoplitov, pa tudi kipce iz svinca in terakote, ki prikazujejo moške in ženske like, kako igrajo na piščal, liro ali činele ali kako jezdijo konja.

## Krilata Artemida
Arhajska krilata Artemida je prikazana na mnogih votivnih darilih od 8. do 6. st. pr. n. št., najdlje se je zadržala tukaj v liku Artemide Ortije. Napisi na votivnih darilih so namenjeni Ortiji ali Artemidi Ortiji,  nikoli pa samo Artemidi.

### Diamastigosis
Kult Ortije je povod za διαμαστίγωσις /diamastigosis (od διαμαστιγῶ / diamastigô, "za oster bič"), ko so bičali éfēbeje (grška beseda za adolescenta), kot pišejo Plutarh, Ksenofont, Pavzanias in Platon. Sir, ki je bil zložen na oltarju, so varovali odrasli z biči. Mladeniči naj bi ga poskušali dobiti med bičanjem. Vsaj do rimskega obdobja je  svečenica nadzorovala moč bičanja; po Pavzaniasu je med obredom nosila hoanon in če je postal pretežek, je okrivila bičarje, da bičajo prenežno.
V rimskem obdobju je po Ciceru obred postal krvav spektakel, včasih do smrti, a gledalci so prihajali iz vsega cesarstva. V ta namen je bil v 3. stoletju zgrajen amfiteater za gledalce. Libanij je zapisal, da je spektakel privabljal radovedneže še v 4. stoletju.

## Izkopavanja
Najdišče je izkopala Britanska arheološka šola (British School of Archaeology) med svojimi izkopavanji v Lakoniji v letih 1906–1910. Ko se je za neizkopano zdelo, da je le uničeno rimsko gledališče, so kraj oplenili po ustanovitvi sodobne Šparte leta 1834. Arheologi pod vodstvom R.M. Dawkinsa so hitro našli dokaze grške naselitve. Dawkins piše: "Rimsko gledališče je bilo enostavno za zaščito ... velika količina starih predmetov, ki so zagledali luč, so iz antične Šparte, in imajo velik pomen." Dolgo, neprekinjeno zaporedje arheoloških slojev je bilo razkrito. Medtem ko je večina pomembnih najdb v lokalnem in narodnem muzeju v Atenah, je pomemben del izkopanega materiala končal v Britanskem muzeju. 
Po petletnem izkopavanju je Dawkins leta 1910 objavil  A History of the Sanctuary. Močan poudarek je bil na stratigrafiji. 1924–1928 je bilo v raziskovanje v Šparti vključeno tudi čiščenje tega območja.